# Adriano Zancopè
Adriano Zancopè (Padova, 9 novembre 1971) è un allenatore di calcio, dirigente sportivo ed ex calciatore italiano, di ruolo portiere, preparatore dei portieri del Padova.

## Carriera

### Club
Entra nel calcio professionistico nel 1988, dove messosi in luce nella primavera, viene aggregato alla prima squadra del Padova, di cui rimarrà secondo portiere per tre stagioni. Nel 1990 inizia il suo peregrinare, passando a novembre al Trento Calcio in Serie C1. Con la squadra trentina esordisce anche con la Nazionale Under-21, risultando così il primo giocatore del Trento a giocare in una qualsiasi Nazionale durante la militanza in casacca gialloblù. Successivamente passa al Baracca Lugo, in Serie C1 (8 presenze); poi al Vigor Lamezia in Serie C2 (27 presenze), infine al Giorgione, sempre in Serie C2 (18 presenze).
Nell'estate del 1994 passa al Cittadella, in serie C2, dove mette radici: saranno cinque le stagioni in maglia granata, culminate con la promozione e la salvezza in Serie C1 nella stagione 1998-1999, in cui colleziona 167 partite. Passa quindi alla Viterbese, dove rimane una sola stagione culminati comunque nei play off promozione (persi), e con cui gioca in 15 partite. Fa quindi ritorno al Cittadella dove con le sue 17 apparizioni contribuisce alla storica promozione in Serie B della squadra padovana. Zancopè rimane in Serie C1, al Catania, con la squadra siciliana protagonista di un ottimo campionato, ma in sfortunati play off promozione, saranno 13 le sue apparizioni con gli etnei.
Va quindi al Modena, dove rimane tre stagioni, una in Serie B e due Serie A, dove gioca solo 3 partite per due anni, essendo il secondo dell'inossidabile Marco Ballotta, prima di scalzare il posto al più esperto portiere e debuttando nella massima serie il 5 ottobre 2003 (Empoli-Modena 0-3), prima di riperdere il posto a causa del pessimo andamento della squadra emiliana. Nella stagione 2004-2005, in cui non scende mai in campo, è il terzo portiere del Siena alle spalle di Alex Manninger e Marco Fortin. Viene quindi dirottato al Treviso, neopromosso e alla prima esperienza in Serie A, dove accumula 29 apparizioni prima di cedere il posto a Matteo Sereni.
Nell'agosto del 2006 passa al Vicenza, secondo portiere alle spalle di Guardalben. Tuttavia dopo un grave infortunio del portiere veronese, diventa via via uno degli uomini chiave della compagine biancorossa. La stagione 2007-2008, per contro, lo vede iniziale protagonista, per poi perdere il posto a favore di Matteo Guardalben, e, dal gennaio 2008, di Marco Fortin, ritrovandosi quindi terzo portiere.
Ha disputato 46 partite in Serie A, 58 partite in Serie B, 78 partite in Serie C1, 179 partite in Serie C2.

### Nazionale
Ha giocato con la nazionale Under-18 nel 1989 (13 presenze su 16 convocazioni) e con la nazionale Under-21 tra il 1990 e il 1991 (1 presenza su 7 convocazioni).
Nell'agosto del 1997 ha fatto parte della nazionale universitaria italiana che in Sicilia ha vinto la medaglia d'oro al torneo di calcio della XIX Universiade.

### Allenatore e dirigente
Nel giugno 2008, si ritira, ed entra nello staff tecnico del Calcio Padova. Nell'agosto 2009 diventa preparatore dei portieri della squadra primavera e coordinatore della scuola portieri di tutto il settore giovanile del Padova.
Il 29 luglio 2014 diventa il preparatore dei portieri della Biancoscudati Padova di Carmine Parlato. Resta nello stesso ruolo nella squadra veneta anche negli anni a venire.

## Palmarès

### Nazionale
- Universiade: 1

1997